# Kýrios
La palabra griega Kýrios  (κύριος) significa "señor, Señor, maestro". En la religión se usa para designar a Dios. Se usa en ambas, la Septuaginta, (traducción de la Biblia hebrea al griego) y el Nuevo Testamento griego.
La palabra kýrios aparece aproximadamente 740 veces en el Nuevo Testamento. El uso de kýrios en el Nuevo Testamento ha sido objeto de debate entre los eruditos modernos, existen tres escuelas de pensamiento sobre este tema. La primera es aquella basada en el uso de la Septuaginta, esta afirma que la designación SEÑOR está pretendida para asignar a Jesús los atributos del Dios que se encuentran en el Antiguo Testamento. El razonamiento comienza en que, en algún momento después que se terminó de escribir la Septuaginta, cuando los judíos leían en voz alta, pronunciaban Adonai, la palabra hebrea para "Señor", en donde encontraban el nombre de Dios, "YHWH"; más adelante se elíminó el nombre de Dios y se reemplazó por cada vez con kyrios.